# Phlaeoba tenebrosa
Phlaeoba tenebrosa är en insektsart som först beskrevs av Walker, F. 1871.  Phlaeoba tenebrosa ingår i släktet Phlaeoba och familjen gräshoppor. Inga underarter finns listade i Catalogue of Life.